# Maglebrænde
Maglebrænde er en lille landsby på Falster i Maglebrænde Sogn (Falster Østre Provsti, Lolland-Falsters Stift). Byen ligger ca. 2 kilometer syd for Stubbekøbing. I landsbyen ligger Maglebrænde Kirke.
Maglebrænde befinder sig i Guldborgsund Kommune og hører til Region Sjælland.
|  | Denne artikel om lokaliteten Maglebrænde kan blive bedre, hvis der indsættes et (bedre) billede. Du kan hjælpe ved at afsøge Wikimedia Commons for et passende billede eller lægge et op på Wikimedia Commons med en af de tilladte licenser og indsætte det i artiklen. |

54°51′48″N 12°1′10″Ø / 54.86333°N 12.01944°Ø